# Ectot-lès-Baons
Ectot-lès-Baons est une commune française située dans le département de la Seine-Maritime en région Normandie.

## Géographie

### Localisation
Ectot-lès-Baons est une commune normande du Pays de Caux située à 5 km à vol d'oiseau au nord-est d'Yvetot, 9 km au sud de Doudeville et 26 km de Saint-Valery-en-Caux et du littoral de la Manche, à 31 km au nord-ouest de Rouen et à 53 km à l'est du Havre.
La commune se trouve dans l'aire d'attraction de Rouen, dans la zone d'emploi d'Yvetot-Vallée du Commerce et dans le bassin de vie d'Yvetot.

### Communes limitrophes
Les communes limitrophes sont Baons-le-Comte, Écalles-Alix, Étoutteville, Flamanville, Grémonville et Les Hauts-de-Caux.
| Veauville-lès-Baons     | Étoutteville    | Grémonville |
| Baons-le-Comte          | Ectot-lès-Baons |             |
| Sainte-Marie-des-Champs | Écalles-Alix    | Flamanville |

### Géologie et relief
La superficie de la commune est de 4,92 km2 ; son altitude varie de 132  à   151 mètres.

### Hydrographie
La commune est située dans le bassin Seine-Normandie. Elle n'est drainée par aucun cours d'eau,.

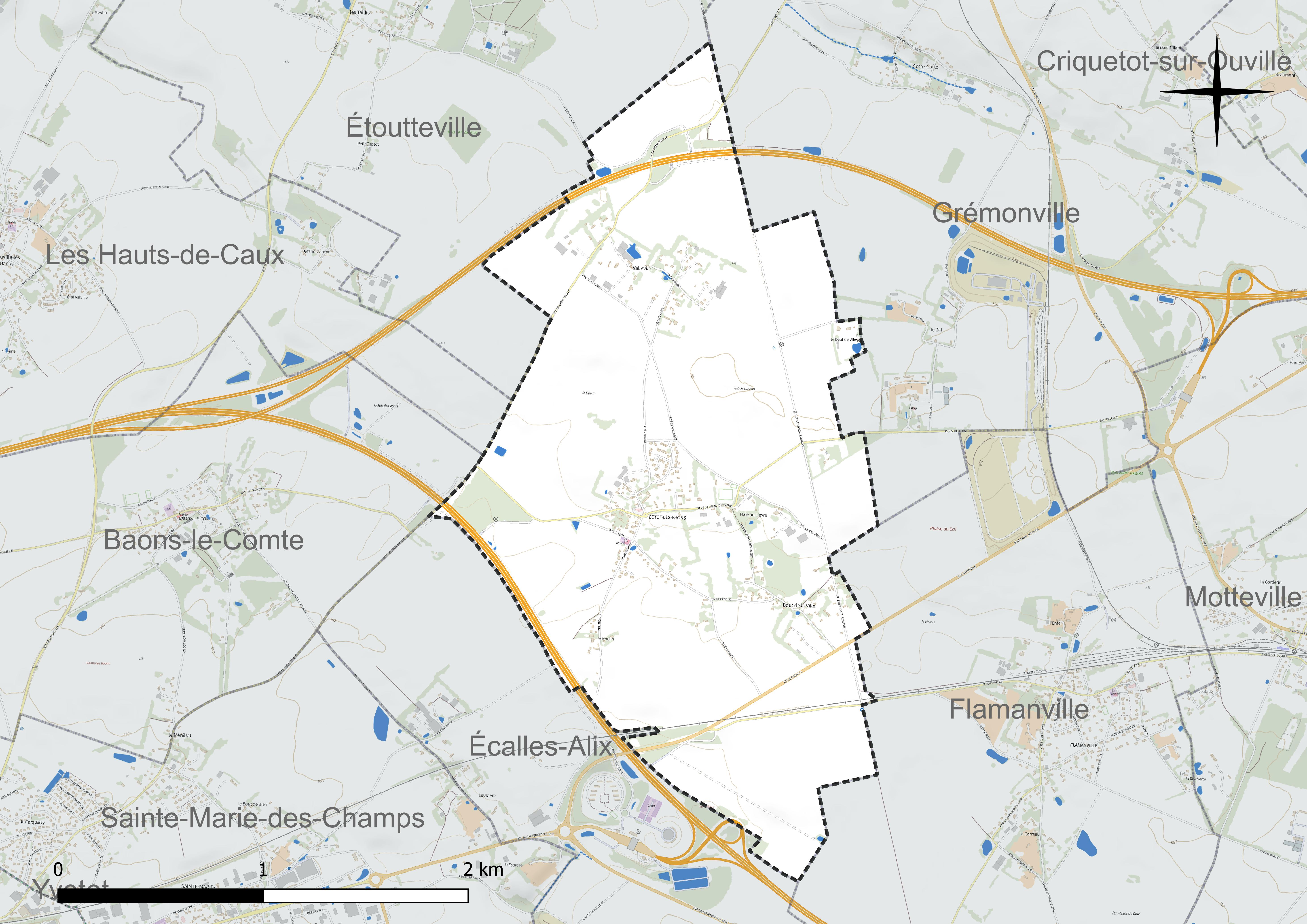
Réseau hydrographique d'Ectot-lès-Baons.

### Climat
Pour des articles plus généraux, voir Climat de la Normandie et Climat de la Seine-Maritime.
En 2010, le climat de la commune est de type climat océanique altéré, selon une étude du CNRS s'appuyant sur une série de données couvrant la période 1971-2000. En 2020, Météo-France publie une typologie des climats de la France métropolitaine dans laquelle la commune est exposée à un climat océanique et est dans la région climatique Côtes de la Manche orientale, caractérisée par un faible ensoleillement (1 550 h/an) ; forte humidité de l’air (plus de 20 h/jour avec humidité relative > 80 % en hiver), vents forts fréquents.
Parallèlement le GIEC normand, un groupe régional d’experts sur le climat, différencie quant à lui, dans une étude de 2020, trois grands types de climats pour la région Normandie, nuancés à une échelle plus fine par les facteurs géographiques locaux. La commune est, selon ce zonage, exposée à un « climat maritime », correspondant au Pays de Caux, frais, humide et pluvieux, légèrement plus frais que dans le Cotentin.
Pour la période 1971-2000, la température annuelle moyenne est de 10,2 °C, avec une amplitude thermique annuelle de 13,8 °C. Le cumul annuel moyen de précipitations est de 969 mm, avec 13,9 jours de précipitations en janvier et 8,9 jours en juillet. Pour la période 1991-2020, la température moyenne annuelle observée sur la station météorologique installée sur la commune est de 10,8 °C et le cumul annuel moyen de précipitations est de 905,5 mm,. Pour l'avenir, les paramètres climatiques de la commune estimés pour 2050 selon différents scénarios d’émission de gaz à effet de serre sont consultables sur un site dédié publié par Météo-France en novembre 2022.
| Mois                                  | jan.           | fév.           | mars          | avril         | mai           | juin          | jui.          | août          | sep.         | oct.          | nov.          | déc.         | année      |
| ------------------------------------- | -------------- | -------------- | ------------- | ------------- | ------------- | ------------- | ------------- | ------------- | ------------ | ------------- | ------------- | ------------ | ---------- |
| Température minimale moyenne (°C)     | 2              | 2              | 3,4           | 5,2           | 8             | 10,9          | 12,4          | 12,2          | 10,5         | 8,7           | 5,3           | 2,6          | 6,9        |
| Température moyenne (°C)              | 4,5            | 4,8            | 6,9           | 9,9           | 12,6          | 15,6          | 17,7          | 17,3          | 15,2         | 12,1          | 8             | 5,1          | 10,8       |
| Température maximale moyenne (°C)     | 6,9            | 7,6            | 10,4          | 14,7          | 17,2          | 20,3          | 23            | 22,3          | 19,8         | 15,5          | 10,7          | 7,7          | 14,7       |
| Record de froid (°C) date du record   | −11,6 05.01.10 | −15,9 11.02.12 | −6,8 13.03.13 | −3,9 06.04.21 | −1,6 02.05.21 | 2,3 01.06.06  | 4 31.07.15    | 5 31.08.10    | 1,1 30.09.18 | −2,1 21.10.10 | −5,2 29.11.10 | −14 29.12.05 | −15,9 2012 |
| Record de chaleur (°C) date du record | 15,1 01.01.22  | 17,7 27.02.19  | 23,7 30.03.21 | 27 19.04.18   | 28,2 26.05.18 | 34,2 21.06.17 | 40,3 25.07.19 | 35,7 08.08.20 | 33 09.09.23  | 27,6 01.10.11 | 19,9 07.11.15 | 16 31.12.22  | 40,3 2019  |
| Précipitations (mm)                   | 81,7           | 77,5           | 66,7          | 45,2          | 63,5          | 55,3          | 58,4          | 83,3          | 66,3         | 97,3          | 93,8          | 116,5        | 905,5      |

## Urbanisme

### Typologie
Au 1er janvier 2024, Ectot-lès-Baons est catégorisée commune rurale à habitat dispersé, selon la nouvelle grille communale de densité à sept niveaux définie par l'Insee en 2022.
Elle est située hors unité urbaine. Par ailleurs la commune fait partie de l'aire d'attraction de Rouen, dont elle est une commune de la couronne,. Cette aire, qui regroupe 317 communes, est catégorisée dans les aires de 200 000 à moins de 700 000 habitants,.

### Occupation des sols

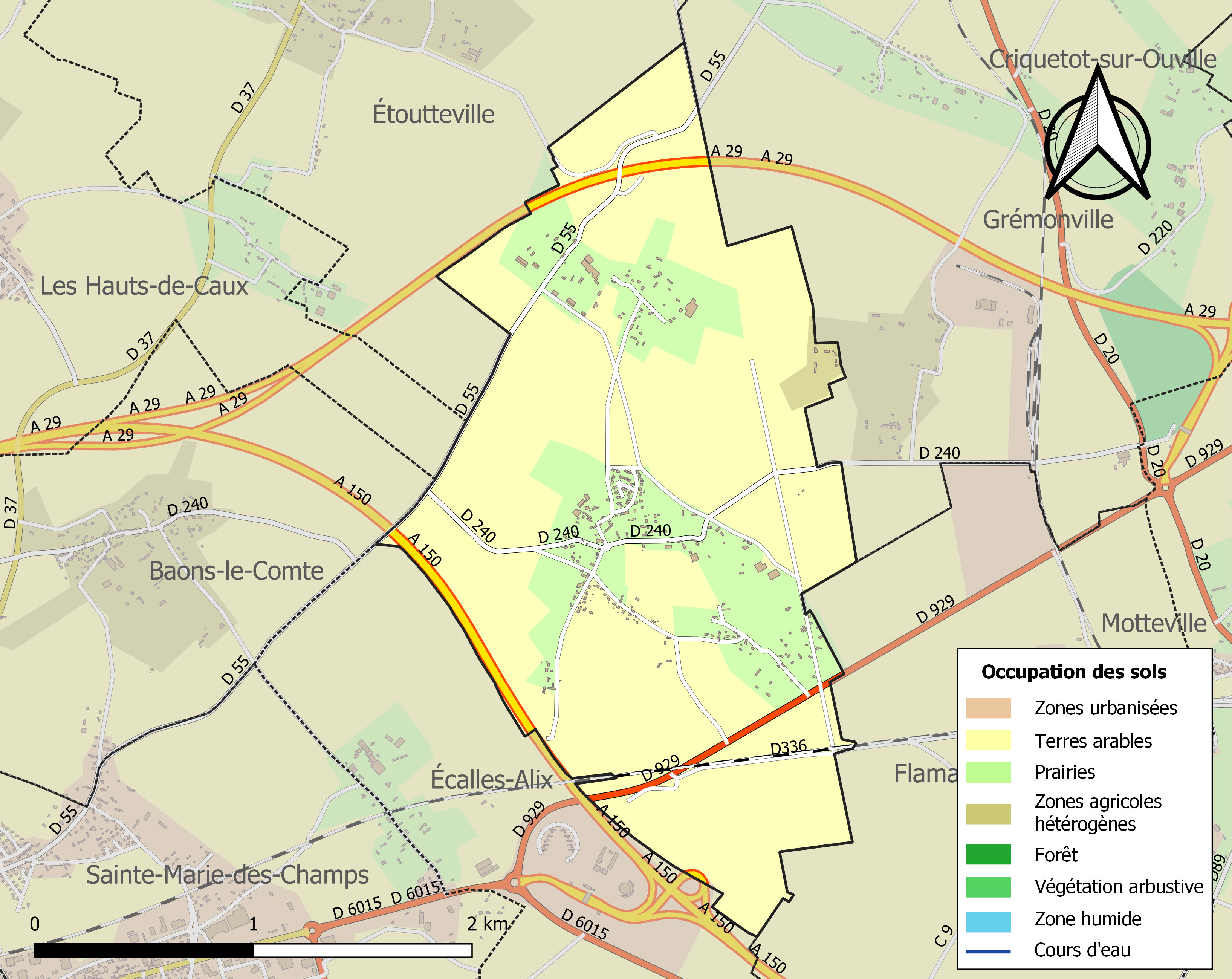
Carte des infrastructures et de l'occupation des sols de la commune en 2018 (CLC).

L'occupation des sols de la commune, telle qu'elle ressort de la base de données européenne d’occupation biophysique des sols Corine Land Cover (CLC), est marquée par l'importance des territoires agricoles (99,9 % en 2018), une proportion sensiblement équivalente à celle de 1990 (100 %). La répartition détaillée en 2018 est la suivante : 
terres arables (76,3 %), prairies (22,7 %), zones agricoles hétérogènes (1 %), zones industrielles ou commerciales et réseaux de communication (0,1 %).
L'évolution de l’occupation des sols de la commune et de ses infrastructures peut être observée sur les différentes représentations cartographiques du territoire : la carte de Cassini (XVIIIe siècle), la carte d'état-major (1820-1866) et les cartes ou photos aériennes de l'IGN pour la période actuelle (1950 à aujourd'hui).

### Habitat et logement
En 2021, le nombre total de logements dans la commune était de 175, alors qu'il était de 162 en 2016 et de 161 en 2011.
Parmi ces logements, 92,9 % étaient des résidences principales, 0,3 % des résidences secondaires et 6,8 % des logements vacants. Ces logements étaient pour 98,9 % d'entre eux des maisons individuelles et pour 0,5 % des appartements.
Le tableau ci-dessous présente la typologie des logements à Ectot-lès-Baons en 2021 en comparaison avec celle de la Seine-Maritime et de la France entière. Une caractéristique marquante du parc de logements est ainsi la faible proportion des résidences secondaires et logements occasionnels (0,3 %) par rapport au département (4,1 %) et à la France entière (9,7 %). 
| Typologie                                               | Ectot-lès-Baons | Seine-Maritime | France entière |
| ------------------------------------------------------- | --------------- | -------------- | -------------- |
| Résidences principales (en %)                           | 92,9            | 88             | 82,2           |
| Résidences secondaires et logements occasionnels (en %) | 0,3             | 4,1            | 9,7            |
| Logements vacants (en %)                                | 6,8             | 7,9            | 8,1            |

### Voies de communication et transports
La commune est traversée par les autoroutes A29 et A150, dont la  4 jouxte Ectot-lès-Baons. Elle est desservie par l'ancienne route nationale 29 qui la relie au Pays de Bray, à Yvetot et au Havre.
La ligne de Paris-Saint-Lazare au Havre traverse le sud du territoire communal, mais les stations de chemin de fer les plus proches sont la Gare de Motteville ou celle d'Yvetot, mieux desservie par des trains express régionaux assurant les relations : Elbeuf - Saint-Aubin – Rouen – Yvetot – Le Havre.

## Toponymie

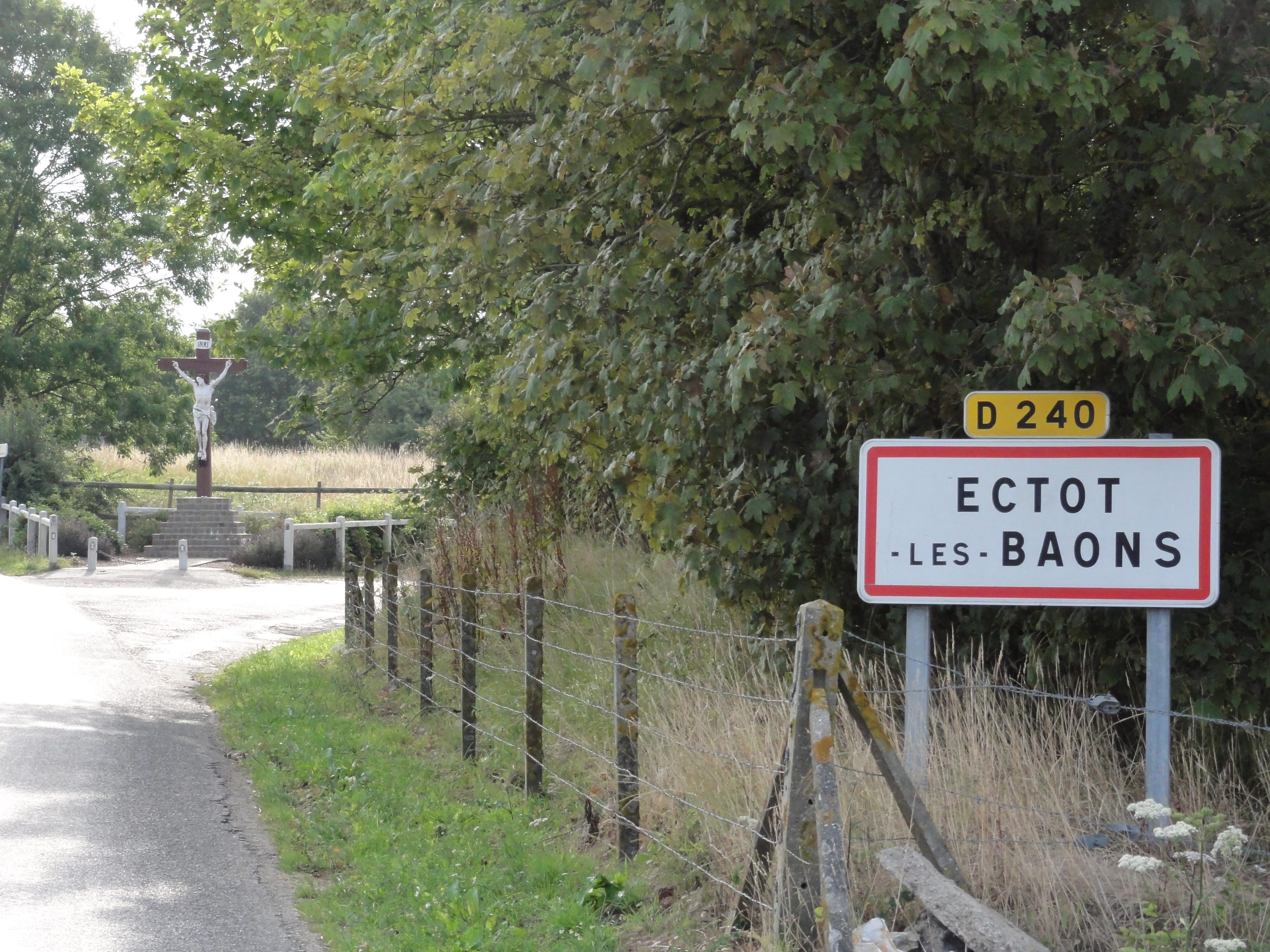

Le pays de Caux ayant été occupé par les vikings, le nom Esketoth en 1074 procède du vieux norrois eski « frênes » et du suffixe topt, toft « ferme, domaine », comme beaucoup de noms de cette région.
Le nom de la localité est attesté sous les formes Esketoth, juxta Banna en 1074; Escetot de Banceis en 1142; Eschetot de Banceis (variante de Bancis) en 1142; Esquetot justa Bancos fin du XIIe siècle; Esketot en 1198; Apud Esquetot vers 1210; Ecclésia de Esquetot vers 1240; Esquetot jouxte les Bans le Comte en 1263; Parrochia de Esquetot juxta Banna comitis en 1265; Parrochia Beate Marie de Esquetot juxta Banna comitis en 1276; Esquetot sur les Banz en 1423; Esquetot entre 1319  et 1398, entre 1403 et 1422; Sancta Maria d'Esquetot juxta Banna comitis XVIe siècle; Hectot sur les Bans en 1660; Fief d'Esquetot en 1679; Esquetot sur les Baons en 1680; Notre Dame d'Ectot sur les Bans en 1714; Baronnie d'Ectot sur les Baons en 1744; Esquetot sur les Bans le Comte en 1402; paroisse d'Esquetot sur les Bans en 1503; Equetot sur les Baons en 1682; Notre Dame d'Ectot en 1692; Esquetot en 1694; Equetot en 1695 et 1697; Ectot sur les Bans en 1706; Hectot en 1710; Ectot en 1712; Esquetot en 1648; Esquetot sur les Bans en 1704; Ectot sur les Baons en 1738 (Pouillés) ; Ectot sur les Bancs en 1715 (Frémont); Ectot les Baons en 1757 (Cassini).
lès-Baons signifie « près de Baons-le-Comte ». En français, la préposition « lès » signifie « près de ». D'usage vieilli, elle n'est guère plus rencontrée que dans les toponymes, plus particulièrement ceux de localités.

## Histoire
Le territoire était en pleine propriété de l'abbaye Saint-Wandrille de Fontenelle qui y possédait de grands espaces de terre.  Quatre paroisses dépendaient de sa juridiction pastorale et judiciaire: les Baons, Flamanville, Veauville et Ectot-sur-les Baons, vieilles donations faites au temps des rois mérovingiens, conquises par les Danois païens et restituées par les Ducs de Normandie.
La paroisse comptait 120 communiants en 1250, 70 feux en 1738; puis environ 600 habitants au XIXe siècle.
La commune a toujours été agricole, étant située sur un plateau calcaire recouvert d’une couche d'argile et de limon fertile. Le recensement de 1836 compte 33 propriétaires cultivateurs pour une population de 567 habitants. Au début du XXe siècle on dénombrait 17 fermes pratiquant la polyculture et l’élevage d’une superficie variant de 14 à 89 ha.
L'élevage y était aussi pratiqué. En 1920, à Ectot-lès-Baons on comptait 185 vaches laitières, 52 chevaux ou juments à poulains et 6 poneys. Le lait de vache y était transformé en crème et beurre, pour la consommation locale ou vendue à la ferme, ou sur les marchés notamment à Yvetot.
L'enseignement pour garçons apparait à Ectot en 1833 à la suite de la loi Guizot, à cette date 22 garçons sont inscrits. L'enseignement est donné dans des maisons d'habitation qui sont louées. Il devient mixte en 1850 avec la loi Falloux, l'école des filles est dans une autre maison et l'enseignement dispensé par des religieuses.
Une école est construite avec la mairie en 1882, mais pour les garçons uniquement. L'école des filles reste précaire dans des bâtiments loués sans bail. En 1887, le préfet exige une extension de l'école pour que les filles puissent également bénéficier des bâtiments de l'école. Mais des problèmes de budget empêchent ce projet, et finalement en 1902 l'école devient mixte, étant assez grande pour accueillir les deux sexes

## Politique et administration

### Rattachements administratifs et électoraux

#### Rattachements administratifs
La commune se trouve depuis 1926 dans l'arrondissement de Rouen du département de la Seine-Maritime.
Elle faisait partie depuis 1801 du canton d'Yerville. Dans le cadre du redécoupage cantonal de 2014 en France, cette circonscription administrative territoriale a disparu, et le canton n'est plus qu'une circonscription électorale.

#### Rattachements électoraux
Pour les élections départementales, la commune fait partie depuis 2014 du canton d'Yvetot.
Pour l'élection des députés, elle fait partie de la dixième circonscription de la Seine-Maritime.

### Intercommunalité
Ectot-lès-Baons était membre de la communauté de communes d'Yerville-Plateau de Caux, un établissement public de coopération intercommunale (EPCI) à fiscalité propre créé en 2003 et auquel la commune avait transféré un certain nombre de ses compétences, dans les conditions déterminées par le code général des collectivités territoriales.
Dans le cadre des dispositions de la loi portant nouvelle organisation territoriale de la République du 7 août 2015, qui prévoit que les établissements publics de coopération intercommunale (EPCI) à fiscalité propre doivent avoir un minimum de 15 000 habitants, cette intercommunalité a fusionné avec la communauté de communes du Plateau de Caux-Fleur de Lin pour former, le 1er janvier 2017, la communauté de communes Plateau de Caux — dénommée de 2017 à 2020 communauté de communes Plateau de Caux-Doudeville-Yerville — et dont est désormais membre la commune.

### Enseignement

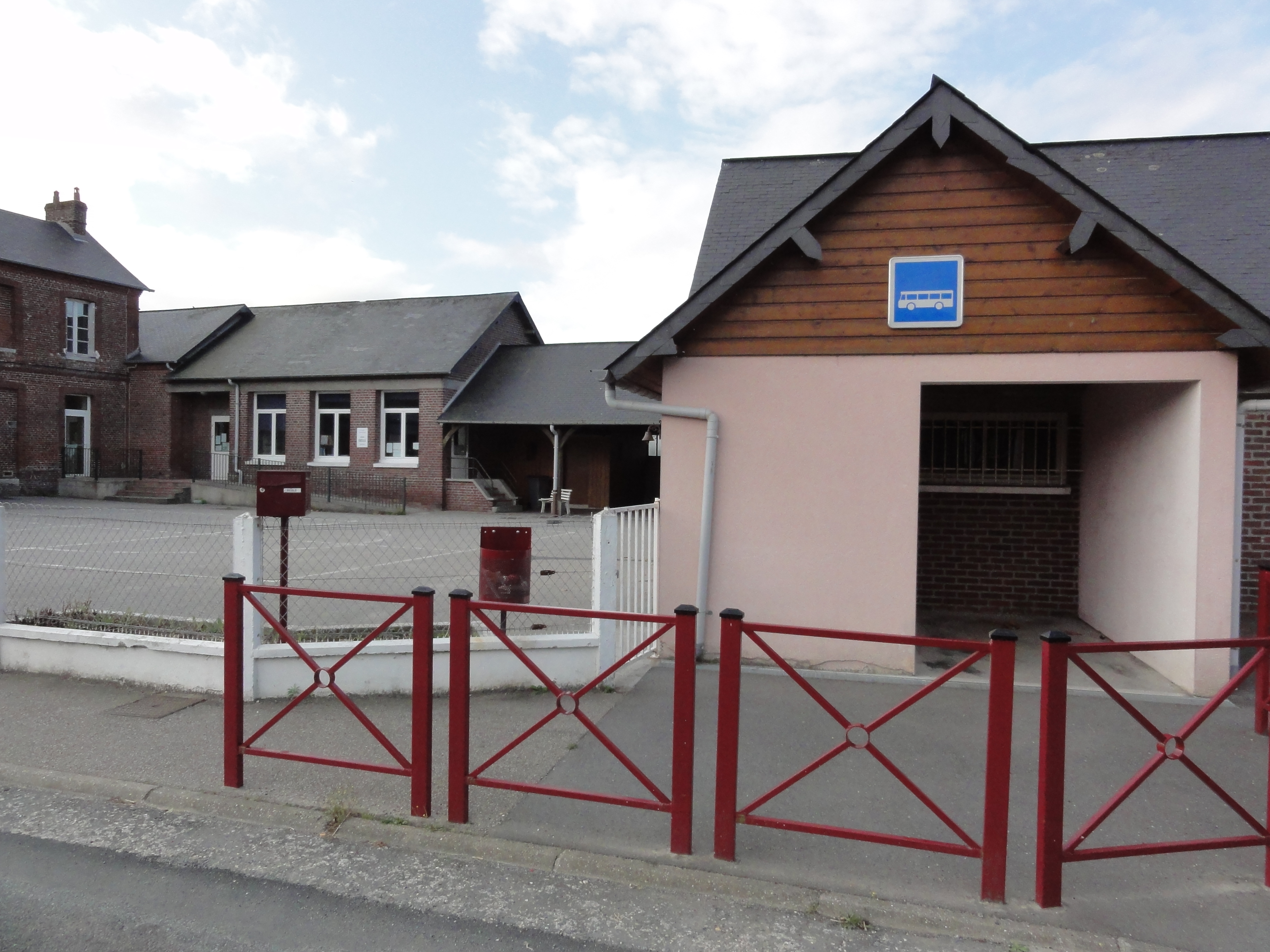
L'école d'Ectot-lès-Baons.

### Liste des maires
| Période                                  | Période                    | Identité           | Étiquette | Qualité                                    |
| ---------------------------------------- | -------------------------- | ------------------ | --------- | ------------------------------------------ |
| Les données manquantes sont à compléter. |                            |                    |           |                                            |
| 1790                                     |                            | Lasnon             |           |                                            |
| 1790                                     |                            | Jacques Dubuc      |           |                                            |
| 1792                                     |                            | Langlois           |           |                                            |
| 1794                                     |                            | Poret              |           |                                            |
| 1795                                     |                            | Jean Lasnon        |           |                                            |
| 1795                                     |                            | Langlois           |           |                                            |
| 1798                                     |                            | Corroyer           |           |                                            |
| 1801                                     |                            | Lecouroyer         |           |                                            |
| 1807                                     |                            | Jean Lasnon        |           |                                            |
| 1816                                     |                            | Jacques Lemelle    |           |                                            |
| 1826                                     |                            | Pierre Viard       |           |                                            |
| 1827                                     |                            | Louis Bruno        |           |                                            |
| 1830                                     |                            | Jacques Lemelle    |           |                                            |
| 1834                                     |                            | André Carpentier,  |           | Fils du roi Charles X.                     |
| 1835                                     |                            | Jean Varin         |           |                                            |
| 1842                                     |                            | Pierre Yzet        |           |                                            |
| 1843                                     |                            | Louis Bruno        |           |                                            |
| 1848                                     |                            | Hippolyte Fessard  |           |                                            |
| 1871                                     |                            | Gustave Leblic     |           |                                            |
| 1876                                     |                            | Armand Cabot       |           |                                            |
| 1896                                     |                            | Gustave Leblic     |           |                                            |
| 1901                                     |                            | Armand Cabot       |           |                                            |
| 1903                                     |                            | Henri Leblic       |           |                                            |
| 1936                                     |                            | Henri Leblic fils  |           |                                            |
| 1945                                     |                            | Jules Lebourg      |           |                                            |
| 1945                                     |                            | Émile Auvage       |           |                                            |
| 1965                                     |                            | Charles Bouteiller |           |                                            |
| 1980                                     |                            | René Lecoufle      |           |                                            |
| 1999                                     |                            | Claude Duramé      |           |                                            |
| mars 2001                                | 2014                       | Philippe Comont    |           |                                            |
| 2014                                     | En cours (au 10 août 2020) | Claude Bouteiller  |           | Agriculteur Réélu pour le mandat 2020-2026 |

## Population et société

### Démographie
L'évolution du nombre d'habitants est connue à travers les recensements de la population effectués dans la commune depuis 1793. Pour les communes de moins de 10 000 habitants, une enquête de recensement portant sur toute la population est réalisée tous les cinq ans, les populations de référence des années intermédiaires étant quant à elles estimées par interpolation ou extrapolation. Pour la commune, le premier recensement exhaustif entrant dans le cadre du nouveau dispositif a été réalisé en 2007.

En 2022, la commune comptait 398 habitants, en évolution de +1,02 % par rapport à 2016 (Seine-Maritime : +0,35 %, France hors Mayotte : +2,11 %).
| 1793 | 1800 | 1806 | 1821 | 1831 | 1836 | 1841 | 1846 | 1851 |
| ---- | ---- | ---- | ---- | ---- | ---- | ---- | ---- | ---- |
| 610  | 640  | 576  | 513  | 526  | 567  | 552  | 549  | 569  |

| 1856 | 1861 | 1866 | 1872 | 1876 | 1881 | 1886 | 1891 | 1896 |
| ---- | ---- | ---- | ---- | ---- | ---- | ---- | ---- | ---- |
| 530  | 535  | 502  | 455  | 458  | 359  | 317  | 321  | 348  |

| 1901 | 1906 | 1911 | 1921 | 1926 | 1931 | 1936 | 1946 | 1954 |
| ---- | ---- | ---- | ---- | ---- | ---- | ---- | ---- | ---- |
| 320  | 327  | 313  | 296  | 298  | 246  | 234  | 273  | 259  |

| 1962 | 1968 | 1975 | 1982 | 1990 | 1999 | 2006 | 2007 | 2012 |
| ---- | ---- | ---- | ---- | ---- | ---- | ---- | ---- | ---- |
| 249  | 232  | 317  | 355  | 355  | 383  | 405  | 408  | 397  |

| 2017 | 2022 | - | - | - | - | - | - | - |
| ---- | ---- | - | - | - | - | - | - | - |
| 394  | 398  | - | - | - | - | - | - | - |

## Culture locale et patrimoine

### Lieux et monuments
- L'église Notre-Dame.
- Le monument aux morts (1922).
- La croix du cimetière.

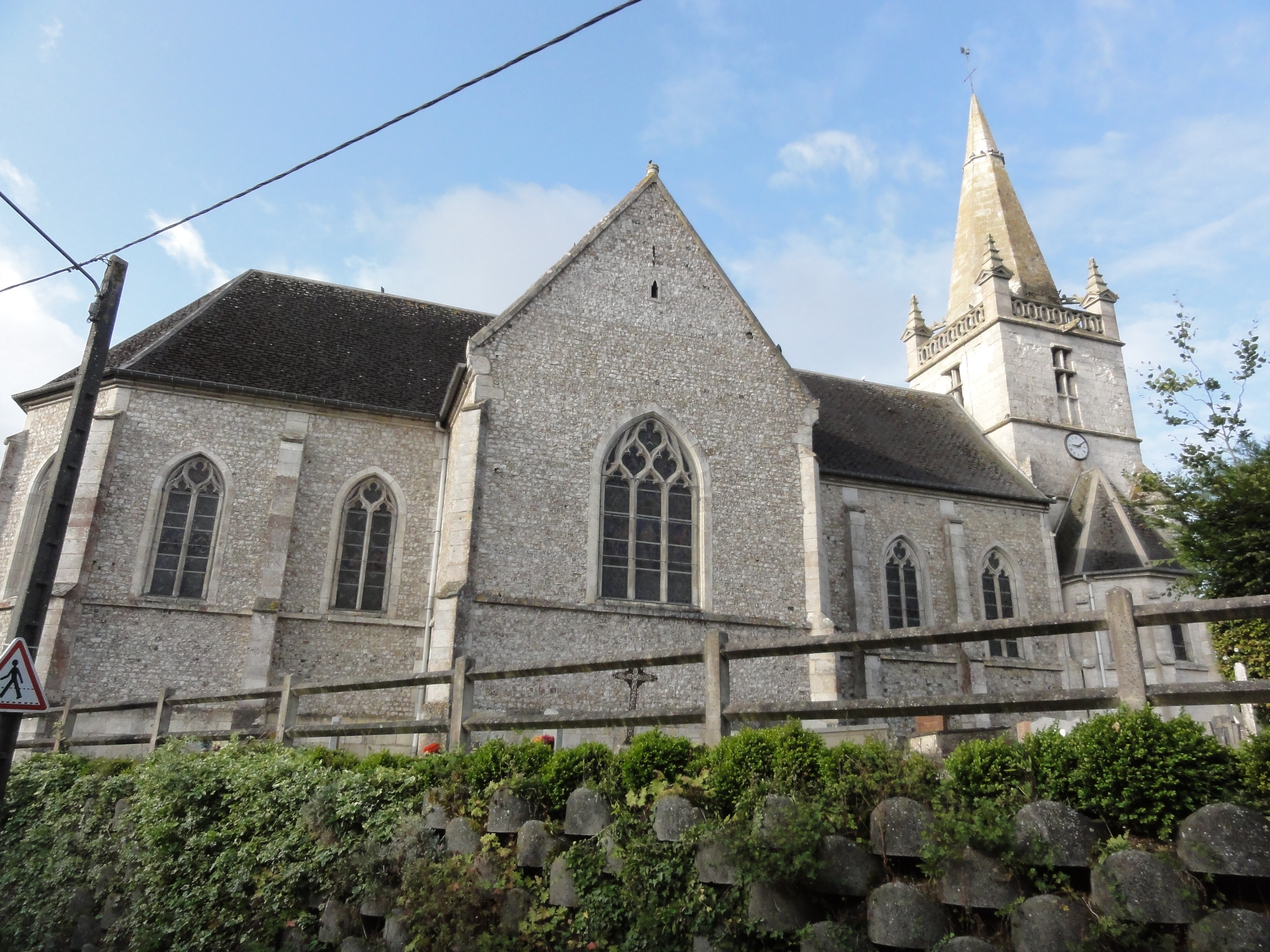
Église Notre-Dame.
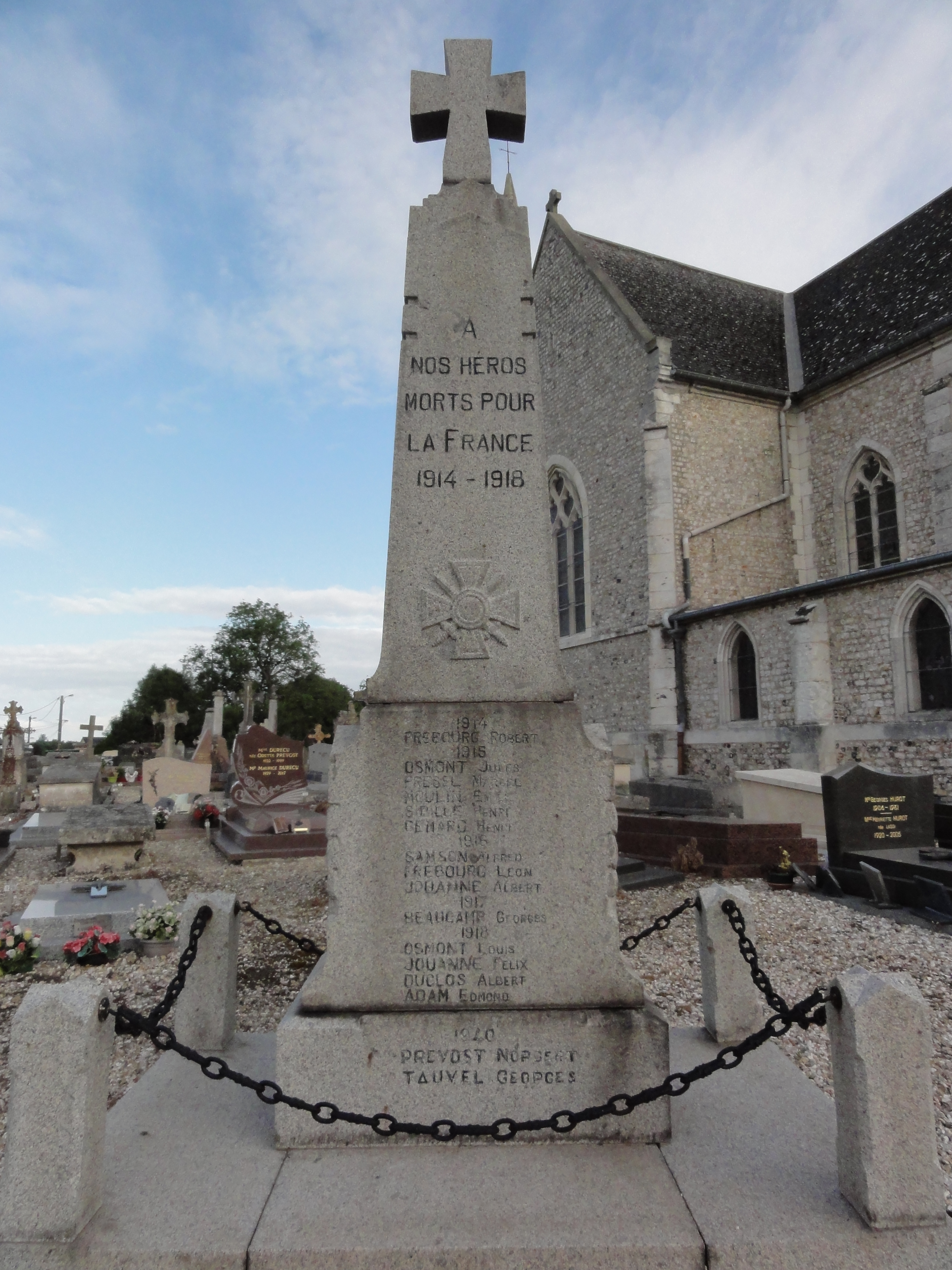
Monument aux morts.
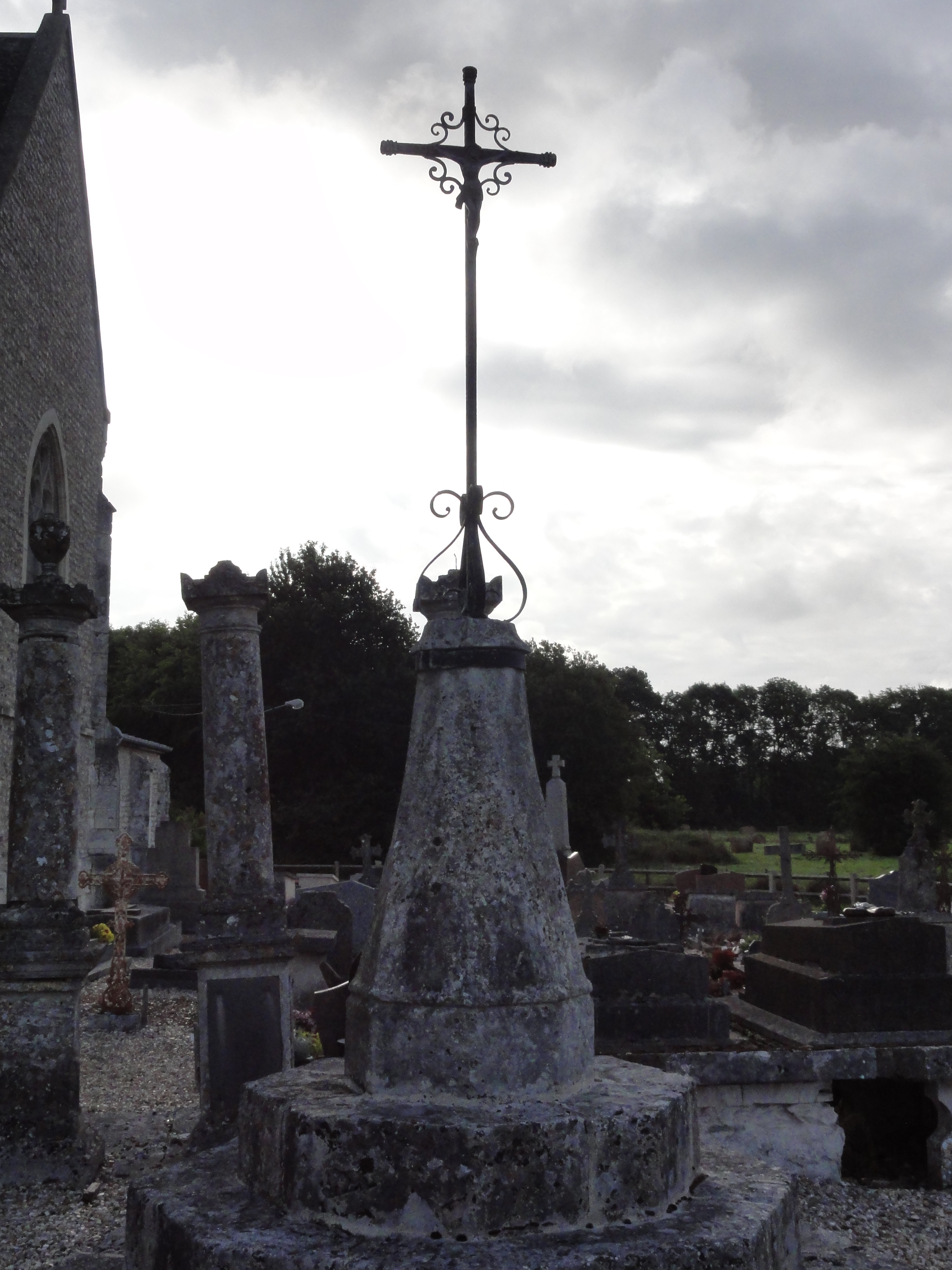
Croix du cimetière.

### Personnalités liées à la commune
- Augustin Pouyer-Quertier, industriel et homme politique du XIXe siècle, y possédait des fermes[31].
- André Carpentier, fils du roi Charles X a été maire en 1834.
- Michel Cabot, dont les ascendants ont été maire d'Ectot-Lès-Baons a fondé l'entreprise Mamie Nova[vc 1].

## Pour approfondir